# Liepe
Liepe es un municipio del distrito de Barnim, en Brandeburgo (Alemania).
- Datos: Q559999
- Multimedia: Liepe (Barnim) / Q559999

1. ↑  Worldpostalcodes.org, código postal n.º 16248.